# Backplane
Backplane é um termo técnico relacionado a Central de Atendimento Telefônico.
Placa interna dos equipamentos DAC nas quais pode-se encaixar outras, a exemplo do que acontece com a placa-mãe dos computadores padrão IBM-PC.
Utiliza-se também para definir o plano, geralmente um circuito impresso bastante resistente, provido de conectores onde serão instalados os módulos de computadores e equipamentos eletrônicos de grande porte facilitando assim a instalação e a remoção destes módulos para fins de manutenção ou atualização. Freqüentemente possui conectores para acesso a outros equipamentos ou para interligação a outros backplanes.